# Jaume March
Jaume March (auch Jaume Marc, * um 1334/35 in Valencia; † 1410 in Barcelona) war ein katalanischer Dichter, Romanist, Katalanist und Lexikograf.

## Leben und Werk
March war ein katalanischer Adliger im Dienste von Peter IV. und Johann I. von Aragón. Er schrieb katalanische Dichtung sowie 1371 unter dem Titel Llibre de concordances appelat diccionari ein  bedeutendes Reimwörterbuch mit 6000 Wörtern, das 1921 von Antoni Griera herausgegeben wurde. 
Jaume March war der Bruder des Dichters Pere March (1336–1413) und der Onkel des Dichters Ausiàs March (1379–1459).

## Werke
- Diccionari de rims. Hrsg. von Antonio Griera y Gaja, Barcelona 1921 (133 Seiten)
- Les Cobles de Jacme, Pere i Arnau March. La poesia lírica d’abans d’Auzias March. Hrsg. von Amadeu Pagès, Castelló de la Plana 1934
- La „Vesio“. Poèmes provenço-catalans du XIVe siècle de Bernat de So,  de Jacme March, de Joan de Castelnou. Übersetzt und hrsg. von Amédée Pagès, Toulouse 1945
- Les „Coblas“, ou les Poésies lyriques provenço-catalanes de Jacme, Pere et Arnau March. Übersetzt und hrsg. von Amédée Pagès, Toulouse 1949
- Cobles i noves rimades. Hrsg. von Jaume Vidal Alcover, Valencia 1987
- Obra poètica. Hrsg. von Josep Pujol, Barcelona 1994